# 黃紹謀
黃紹謀，四川省瀘州直隸州人，清朝政治人物。
光緒二年（1876年），參加丙子恩科會試，得貢士第233名。殿試登進士2甲第21名。同年五月（6月3日），改庶吉士。光绪六年四月，散館后，著以知县即用。任浙江金华县知县。